# Case Histories
Case Histories é uma série de televisão britânica adaptada da obra de Kate Atkinson. A história acompanha a vida e o trabalho de Jackson Brodie, um ex-policial e ex-militar que agora trabalha como detetive particular em Edimburgo, cercado por mulheres: a ex-esposa, com quem teve uma filha, a ex-colega de trabalho e as possíveis amantes e clientes.
Sua primeira temporada estreou em junho de 2011 na BBC One e em outubro de 2011 pelo canal de televisão norte-americano PBS. A segunda temporada foi ao ar em 2013.

## Elenco
- Jason Isaacs ... Jackson Brodie
- Amanda Abbington ... DI Louise Munroe
- Kirsty Mitchell ... Josie Brodie (primeira temporada)
- Paul McCole ... Ray (jovem)
- Zawe Ashton ... Deborah Arnold
- Millie Innes ... Marlee Brodie
- Natasha Little ... Julia Land
- Dawn Steele ... Charlotte McGill (segunda temporada)

## Episódios
Information for this table came from the BBC page for Case Histories

### Primeira temporada (2011)
A série foi ao ar como três episódios em 2 partes, uma ao domingo e a segunda parte no dia seguinte às 9h da noite pela BBC One. Na PBS, a série foi exibida em três episódios de duas horas.
| № | # | Título                                    | Dirigido por  | Escrito por                       | Data de exibição original | Audiência (U.K.) (em milhões) |
| --- | - | ----------------------------------------- | ------------- | --------------------------------- | ------------------------- | ----------------------------- |
| 1 | 1 | "Case Histories" - Parte 1                | Marc Jobst    | Ashley Pharoah                    | 5 junho de 2011           | 6.42                          |
| Jackson assume o caso de uma menina que desapareceu há 30 anos. Além disso, um advogado quer que ele para encontre o assassino de sua filha. |   |                                           |               |                                   |                           |                               |
| 2 | 2 | "Case Histories" - Parte 2                | Marc Jobst    | Ashley Pharoah                    | 6 junho de 2011           | 5.56                          |
| Jackson decide ajudar uma misteriosa sedutora a encontrar sua sobrinha.                                                                      |   |                                           |               |                                   |                           |                               |
| 3 | 3 | "One Good Turn" - Parte 1                 | Bill Anderson | Matthew Graham[carece de fontes?] | 12 junho de 2011          | 4.91                          |
| 4 | 4 | "One Good Turn" - Parte 2                 | Bill Anderson | Matthew Graham[carece de fontes?] | 13 junho de 2011          | 4.88                          |
| Jackson revela os segredos sombrios de uma romancista de férias na Rússia.                                                                   |   |                                           |               |                                   |                           |                               |
| 5 | 5 | "When Will There Be Good News?" - Parte 1 | Dan Zeff      | Peter Harness                     | 19 junho de 2011          | 5.03                          |
| Jackson é apanhado em um acidente que traz uma outra menina perdida em sua vida.                                                             |   |                                           |               |                                   |                           |                               |
| 6 | 6 | "When Will There Be Good News?" - Parte 2 | Dan Zeff      | Peter Harness                     | 20 junho de 2011          | 5.00                          |
| Jackson tenta encontrar Joanna Hunter antes que algo ruim aconteça.                                                                          |   |                                           |               |                                   |                           |                               |

### Segunda temporada (2013)
Em outubro de 2011, mais dois episódios de longa metragem de duas horas foram aprovados. Em setembro de 2012, a BBC informou que três histórias de 90 minutos foram planejadas para a segunda série, a primeira a ser adaptada do romance de Atkinson Started Early, Took My Dog, e que iria ao ar na BBC One em 2013. O segundo e terceiro episódios de segunda temporada são obras originais. As filmagens para a segunda série foram em Edimburgo, e ocorreram a partir de meados de outubro de 2012. A série em 9 de maio de 2013 às 8:30 da noite na BBC One.
| № | # | Título                       | Dirigido por   | Escrito por     | Data de exibição original | UK viewers (million) |
| --- | - | ---------------------------- | -------------- | --------------- | ------------------------- | -------------------- |
| 7 | 1 | "Started Early, Took My Dog" | Kenny Glenaan  | Peter Harness   | 19 maio de 2013           | 5.47                 |
| No curso de ajudar uma jovem mulher a localizar seus pais Jackson encontra-se a investigar a corrupção policial do final dos anos 70. |   |                              |                |                 |                           |                      |
| 8 | 2 | "Nobody's Darling"           | David Richards | Emily Ballou    | 26 maio de 2013           | 4.15                 |
| Jackson é convidado a investigar a morte de uma jovem mulher que pode ter sido assassinada.                                           |   |                              |                |                 |                           |                      |
| 9 | 3 | "Jackson and the Women"      | Keith Boak     | Debbie O'Malley | 2 junho de 2013           | 4.32                 |
| Jackson ajuda a decifrar a morte da mãe de um jovem rapaz                                                                             |   |                              |                |                 |                           |                      |

## Prêmios
| Ano  | Prêmio                  | Categoria                                             | Resultado | Ref.   |
| ---- | ----------------------- | ----------------------------------------------------- | --------- | ------ |
| 2011 | Satellite Awards        | Melhor ator em minissérie ou telefilme (Jason Isaacs) | Venceu    | [ 9 ]  |
| 2012 | Emmy Internacional      | Melhor Ator (Jason Isaacs)                            | Indicado  | [ 10 ] |
| 2012 | BAFTA Awards (Scottish) | Melhor Série Dramática                                | Venceu    | [ 11 ] |
| 2013 | BAFTA Awards (Scottish) | Melhor Série Dramática                                | Indicado  |        |